# Miguel González López
Miguel González López (Sabinas Hidalgo, Nuevo León, 18 de junio de 1927 - Houston, 13 de octubre de 1995) fue un nadador, gimnasta y montañista mexicano. Fue el tercer mexicano y primer nuevoleonés en cruzar nadando el Canal de la Mancha, partiendo de Francia y llegando a Inglaterra en 1959 con un tiempo de 14 horas y 44 minutos.
Representó a México en diferentes competencias internacionales de natación, como las de Mar de Plata (42 kilómetros) y el lago Míchigan (60 millas). Además participó en diferentes maratones nacionales como el maratón de Guaymas con un tramo de 42 kilómetros donde obtuvo el 9.º lugar y el maratón en el Lago de Chapala con un tramo de 5 kilómetros donde obtuvo el 2.º lugar.
Destacó también en sus inicios como gimnasta en torneos regionales en Monterrey.
Como alpinista, conquistó las cumbres del Popocatépetl y el Iztaccíhuatl, destacando entre sus logros el haber subido en 1978 a los 51 años de edad, los tres cerros más grandes de Monterrey en un solo día en modo alpino y haber sido parte del grupo que hizo por primera vez la Trilogía de Montañas de Monterrey con transportación en 1951 y sin transportación en 1978.
Fue también actor, participando en diversas obras de teatro y llegando a ser miembro de la Asociación Nacional de Actores (ANDA), logrando la recomendación del entonces director general del Instituto Cinematográfico Teatral y de Radio-Televisión y también actor Andrés Soler.

## Fallecimiento

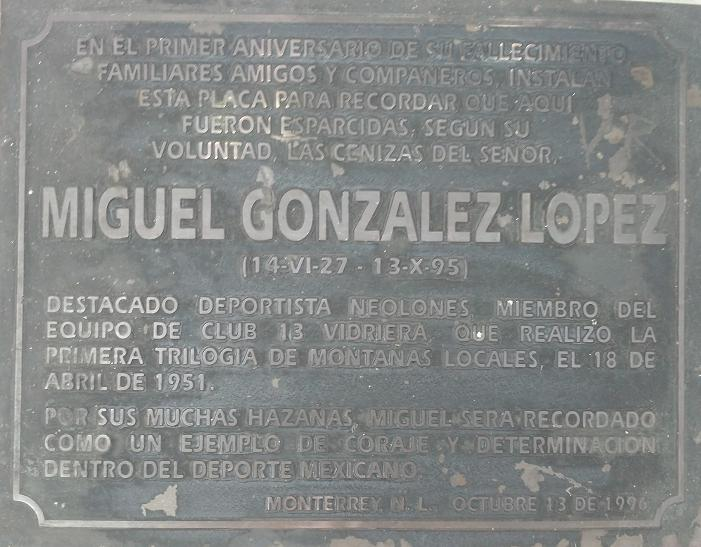
Placa conmemorativa a Miguel González López localizada en el pico norte del Cerro de la Silla, en Monterrey, Nuevo Léon, México.

Falleció en la ciudad de Houston, Texas el 13 de octubre de 1995 a los 68 años de edad. Sus cenizas fueron esparcidas, según su voluntad, en el pico norte del Cerro de la Silla en Monterrey, Nuevo León, México.
En el primer aniversario de su fallecimiento familiares y amigos instalaron una placa conmemorativa en la cima del pico norte del Cerro de la Silla.

## Homenaje

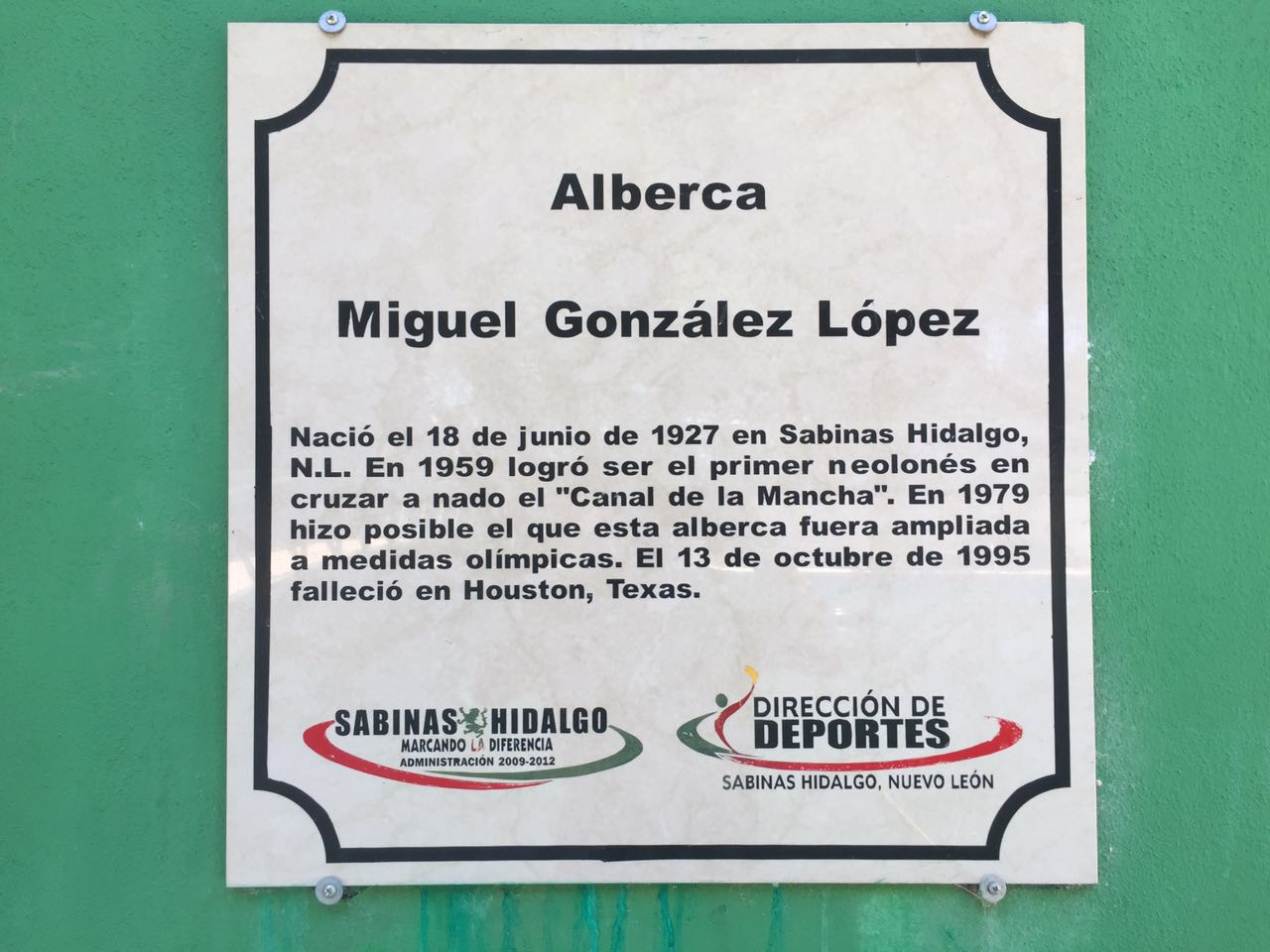
Alberca Municipal Miguel González López en el Ojo de Agua de Sabinas Hidalgo, Nuevo León, México.

En un homenaje póstumo, un par de años después de su muerte, se realizó una ceremonia oficial en su pueblo natal, en la que fue develada una placa en donde se le puso su nombre a la alberca del Parque Ojo de Agua de Sabinas Hidalgo, N.L.

## Imágenes
|                               |
| Credencial de Miembro de ANDA |

|                                         |
| Reconocimiento por realizar la Trilogía |

|                                |
| En la Alberca Monterrey (1951) |

|                           |
| En el Iztaccíhuatl (1949) |

|                                                   |
| Antigua placa de la alberca Miguel González López |